# Estrecho Douglas
El estrecho Douglas es un pasaje marítimo del océano Atlántico Sur de 4 kilómetros de ancho que separa a la punta Playa de la isla Thule/Morrell de la punta Balcón de la isla Cook, en el norte del golfo Caldera del grupo Tule del Sur de las islas Sandwich del Sur.
La existencia de este estrecho se observó por primera vez en la expedición rusa de Fabian Gottlieb von Bellingshausen en 1820. Fue cartografiado y nombrado en 1930 por personal de Investigaciones Discovery del RRS Discovery II. Su nombre homenajea al vicealmirante Sir Percy Douglas, miembro del Comité Discovery del Reino Unido.